# Новопокровская
Новопокро́вская — станица в Краснодарском крае. Административный центр Новопокровского района и Новопокровского сельского поселения.
Население — 18 559 чел. (2021).

## География
Станица расположена в верховье реки Ея, при впадении в неё ручья Корсун, в степной зоне. Железнодорожная станция Ея на линии Тихорецкая — Сальск. Расстояние до Тихорецка — 47 км, до Краснодара — 205 км, до Москвы — 1110 км.

## История
Станица Новопокровская — одна из старейших линейных (пограничных) станиц Кубани. До революции её относили к числу первых российских поселений на Северном Кавказе.
Первыми здесь появились донские казаки в конце XVIII века, когда по Ее прошла пограничная линия — её называют Старой линией между владениями Турции и России. Известный кубанский историк Ф. А. Щербина в своё время отметил, что все станицы, расположенные вдоль неё «возникли на месте бывших укреплений и редутов».
Первое упоминание о станице относится к 1792 году, когда весной указанного времени донской атаман А. И. Иловайский отдает предписание о направлении трех полков на Старую линию:
«…оставить на вечное поселение и предлагается Вам остаться на Кубани для расселения в районах будущих станиц: Григориполиской, Усть-Лабинской, Песчанокопской, Покровской, Темнолесской и Воровсколесской. Всем казакам трех донских полков, кои останутся на Линии, выдать по двадцати рублей на переселение, окромя положенных каждому находящемуся на службе казаку жалованья, провиантских и фуражных денег».
В мае 1828 года было получено разрешение от министра финансов о переселении в село Новопокровское однодворцев Воронежской губернии в количестве 31 чел. (ГАСКф. 79, ок. 1, д.871) в октябре к ним присоединяется 149 курских государственных крестьян (ГАСКф, ф.55, оп. 1, д.4)
Поскольку путь из центральных губерний на Кубань был не близким, к нему переселенцы готовились заблаговременно.
Вначале, на новое место жительства посылали группу доверителей, чтобы те воочию убедились в наличии земли, ознакомились с условиями жизни, близкого водного источника или почтового тракта. На обратном пути в тряпицу заворачивали горсть кубанской земли, чтобы их земляки могли её оценить.
Правительство, заинтересованное в быстром освоении новых земель Кавказа, в связи с нехваткой фуража для армии и живой силы проявляло заботу о переселенцах, снабжая их «Открытым листом» (сверху гриф на нем «По указу Его Императорского Величества»), который с одной стороны служил для новоселов охранной грамотой, с другой — содержал рекомендации местным властям, как им помогать: "дабы переселенцы имели удобные ночлеги и дневные пристанища, не нуждались бы в прокормлении себя, лошадей и прочего домашнего их скота, обязаны пектись о сохранении здоровья переселенцев и в случае болезни чьей-либо испрашивали бы пособия через городских и земских начальников…(ГАСК, ф.55, оп.1, д. 88). Вряд ли все в жизни все было так в точности исполнено, как это указано на бумаге, но одно несомненно: государство строго следило за процессом переселения.
Например, документ из Департамента государственных имуществ, который ведал переселением государственных крестьян:

12 августа 1829 года. Кавказской казённой палате.
Вследствие предписания моего Курская казённая палата доносит о распоряжении её касательно выпуска казённых поселян разных уездов в числе 13 душ Кавказской области Ставропольского уезда в селение Новопокровское объясняя при том, что она уведомила об этом кавказскую казённую палату.
По поводу сего предписываю одной палате немедленно назначить для водворения сих переселенцев в избранном ими месте надлежащие участки земли с отводом следующих пропорций и освободить их на новых местах от платежа по столу № 716 податей, исправления повинностей, рекрутской обязанности в продолжении трех лет, считая срок сей с того времени, когда они перечислены будут из Курской губернии. В дальнейшем же при сем распоряжениях поступать на основании предписания моего от 31 августа 1825 года за № 1849.
Подлинник подписал Министр финансов генерал от инфантерии Е. Ф. Канкрин (ГАСК.Ф.55, оп. 1, д.4)

Перед самым своим отъездом селяне вновь проверяли всё: от приготовленных на дорогу нескольких пар лаптей до чугунов, котлов и плуга.
Караваны повозок под ослепительным солнцем и прохладным дождем, запряженных лошадьми и волами, растягивались на километр. Взрослые шли, как тогда говорили «сбочь обоза», а малые детишки наверху, на вещевых узлах.
Когда бы не прибывали переселенцы в наши края — весной или осенью — времени на раскачку себе не отводили; получив обещанный надел земли (бесплатно), тут же принимались его осваивать: рыли землянки для жилья, огораживали место для скота и огорода, не забывали и о колодце в своем дворе.
А уже через год-два на этом участке стояла хата под камышом или соломой, различные хозяйственные постройки.
Первоначальное название села было Покровское. Но в связи с тем, что в Ставропольском округе, куда относилось тогда поселение, оказалось два одноимённых села, в отличие от первого-старого, населенного ранее, стали называть Новопокровское, добавляя к нему ещё два слова — Карасун тож. И это было не случайно. По слуху может показаться странным такое словосочетание — село Новопокровское Карасун Тож. Но на самом деле оно точно указывает географическое положение села и место, откуда началось его заселение: это дореволюционная улица Войсковая, нынешние улицы Набережная, Хлеборобная, Широкая (все они расположены на обоих берегах Карасуна — левого притока реки Ея).
Указанное название села просуществовало до 1827 года, когда слово Карасун перестали употреблять, и во всех официальных документах стало единое написание — село Новопокровское.
«В 1848 году Ставропольская губерния опять дала богатый вклад на усиление Кавказского линейного войска. Тихорецкая волость, состоящая из селений Тихорецкого, Новорождественского, Терновобалковского и Новопокровского с населением свыше 20 тысяч душ обращена в казаки. Это были богатейшие селения в целой губернии и на первых порах для кое-кого из начальствующих — лакомым кусочком. Из этой волости или вернее сказать из этих четырёх станиц сформирован был пеший батальон в 1000 штыков и другой льготный в таком же составе» («Кубанские областные ведомости», 1 мая 1882 г.)
С этого времени село стали именовать станицей, теперь она относилась к Кавказскому линейному казачьему войску.
Село основано в 1827 году переселенцами из Воронежской, Курской и Харьковской губерний. В 1848 жители села были приписаны к казачьему сословию, а село преобразовано в станицу. До 1920 года станица входила в Кавказский отдел Кубанской области.

«Новопокровская — станица Кубанской области, Кавказского отдела. Дворов 1264, жителей 9136; 2 церкви, 2 школы, молотилок паровых 12 и конных 3, усовершенствованных плугов 762 и других земледельческих орудий 219, мельниц 25, торгово-промышленных заведений 30, фабрик и заводов 10».— Энциклопедический словарь Брокгауза и Ефрона

## Население
| 1939    | 1959    | 1970    | 1979    | 1989    | 2002    | 2010    |
| ------- | ------- | ------- | ------- | ------- | ------- | ------- |
| 10 370  | ↗11 361 | ↗15 447 | ↗17 333 | ↗18 643 | ↗19 095 | ↗19 684 |
| 2021    |         |         |         |         |         |         |
| ↘18 559 |         |         |         |         |         |         |

## Экономика
- Предприятия пищевой промышленности: сахарный завод, элеватор.
- Завод «Новопокровскферммаш».(ликвидирован с 2018 года)
- Железнодорожная станция Ея Северо-Кавказской железной дороги ОАО РЖД.

## Известные выходцы
- Белая, Мария Стефановна (1912—1991) — звеньевая совхоза, Герой Социалистического Труда.
- Григорьев, Михаил Яковлевич (1912—1945) — старший сержант, Герой Советского Союза.
- Гедеон (Докукин Александр Николаевич) (1929—2003), митрополит Ставропольский и Владикавказский
- Светлана Николаевна Гриценко (Макарова) (1963) — писательница, председатель Краснодарского регионального отделения Союза писателей России
- Ковалёва, Ирина Владимировна (род. 1964) — поэтесса, член Союза писателей Москвы,Союза переводчиков России и независимой писательской ассоциации «Лютня Ориолы».
- Кулабухов, Алексей Иванович (1880—1919) — священник, казачий политик и общественный деятель
- Масалыкин, Иван Григорьевич (1927—1942) — пионер-герой, расстрелянный немцами.
- Первенцев, Аркадий Алексеевич (1905—1981) — писатель, здесь прошли его детские годы (родился в селе Нагут).
- Толстых, Василий Павлович (1917—1995) — майор, Герой Советского Союза.
- Алексеенко, Андрей Анатольевич (род. 1978) — глава города Краснодар, кандидат экономических наук.

## Города-побратимы
- Каманья, Италия.[10]